# Corydalis sibirica
Corydalis sibirica är en vallmoväxtart som först beskrevs av Carl von Linné d.y., och fick sitt nu gällande namn av Christiaan Hendrik Persoon. Corydalis sibirica ingår i släktet nunneörter, och familjen vallmoväxter. Inga underarter finns listade i Catalogue of Life.